# Heriades macrognatus
Heriades macrognatus är en biart som beskrevs av Joseph Vachal 1909. Heriades macrognatus ingår i släktet väggbin, och familjen buksamlarbin. Inga underarter finns listade i Catalogue of Life.